# El monstruo alado
El monstruo alado es una película estadounidense de 1957, de los géneros de terror y ciencia ficción, dirigida por Nathan Juran. Protagonizada por Craig Stevens,  William Hopper y Alix Talton en los papeles principales.

## Sinopsis
Después de haber creado destrucción y terror en algunos pueblos esquimales del norte de Canadá, una gigantesca mantis prehistórica, despertada por los cambios climáticos, se dirige hacia los Estados Unidos.
Un coronel de la Fuerza aérea norteamericana con la ayuda de un paleontólogo y de una periodista siguen sus movimientos para poderla matar.

## Curiosidades
La mantis gigante sirvió de inspiración para las  Kamacuras de Son of Godzilla de la saga Godzilla
- Datos: Q784993